# Harold Masursky
Harold Masursky (23 décembre 1922–24 août 1990) est un géologue et astronome américain.
Il a commencé sa carrière à l'Institut d'études géologiques des États-Unis, puis a intégré la NASA. Il y était responsable de la recherche sur les surfaces de la Lune et de plusieurs planètes, dans la perspective de trouver des lieux d'atterrissage. Cela concernait les missions Apollo et Viking.
Le cratère d'impact Masursky (en) sur la planète Mars et l'astéroïde (2685) Masursky ont été nommés en son honneur. Le prix Harold-Masursky et la conférence Masursky portent aussi son nom.

## Liste de publications
- Liste de SAO/NASA Astrophysics Data System (ADS)